# Hasenkî, Mirhorod
Hasenkî (în ucraineană Гасенки) este un sat în comuna Kliușnîkivka din raionul Mirhorod, regiunea Poltava, Ucraina.

## Demografie
Componența lingvistică a localității Hasenkî
     Ucraineană (97,92%)
     Rusă (1,88%)
Conform recensământului din 2001, majoritatea populației localității Hasenkî era vorbitoare de ucraineană (97,92%), existând în minoritate și vorbitori de rusă (1,88%).